# ۱۱۰۶ (میلادی)
۱۱۰۶ (میلادی) هزار و صد و ششمین سال تقویم میلادی است.

## درگذشتگان
‎